# Museu Histórico e Diplomático
O Museu Histórico e Diplomático do Itamaraty - MHD é uma instituição museológica brasileira que tem como o objetivo a preservação da história da diplomática brasileira. O Museu Histórico e Diplomático do Itamaraty está situado no Palácio Itamaraty, na cidade do Rio de Janeiro.
Barão do Rio Branco, ícone da diplomacia e da história do Brasil, é o principal homenageado pelo MHD, porém não o único. O Museu também conta, através de seu acervo, a história da Família Itamaraty, da Família Imperial e de outros ícones da diplomacia brasileira.

## Histórico do Museu
O Museu Histórico e Diplomático do Itamaraty foi criado pelo Decreto N.º 38 312 – de 15 de Dezembro de 1955, quando o Senador Nereu Ramos exercia a Presidência da República e José Carlos de Macedo Soares ocupava o cargo de Ministro das Relações Exteriores. O MHD, no entanto, só veio a ser inaugurado em 1957, pelo Presidente Juscelino Kubitschek.
"Artigo 1° - Fica criado no Ministério das Relações Exteriores o “Museu Histórico e Diplomático do Itamaraty” para guarda e exposição pública de móveis, objetos, alfaias e documentos de valor histórico, artístico ou diplomático existentes no Palácio Itamaraty, ou venham a ser incorporados ao patrimônio daquele Ministério"
O Museu Histórico e Diplomático do Itamaraty de início ocupava pequenas quatro salas do andar térreo do Palácio Itamaraty. Seu primeiro diretor foi o Embaixador Orlando Guerreiro de Castro, que instalou o primeiro acervo na Instituição. Ele permaneceu no cargo de 1957 até 1961, quando o Conservador e Ministro Djalma Pinto Ribeiro de Lessa assumiu o posto, até 1978.
Em 1979 o Museu Histórico e Diplomático do Itamaraty foi fechado para a realização de obras de reestruturação do Palácio, que resultaram na ampliação do MHD conforme o projeto de autoria do curador Luiz Antônio Ewbank, patrocinado pela Fundação Nacional Pró-Memória, do então Ministério da Educação e Cultura. Após a finalização da reforma, em 1983, o Museu foi reinaugurado e passou a ocupar a totalidade dos salões da residência histórica.
Fechado novamente em 1986 devido a uma série de infiltrações no telhado, o MHD passou por extensas obras de recuperação, e apenas em 1989 o prédio voltou a ser objeto parcial de visitação. Foi reaberto ao público em sua totalidade apenas em 1993, após determinação do Ministro Celso Amorim. Em 1994 ocorreu a terceira reinauguração do MHD com a presença do Presidente Itamar Franco.
Em 2010 foi assinado convênio entre o MRE, a Prefeitura do Rio de Janeiro e a Fundação Getúlio Vargas para a revitalização do conjunto arquitetônico do Palácio Itamaraty e do MHD.
Em 2016, por ocasião dos Jogos Olímpicos do Rio de Janeiro, o Ministro de Relações Exteriores da época, José Serra, recebeu o então secretário de Estado dos EUA, John Kerry, no Palácio do Itamaraty do Rio de Janeiro, na sala de banquete, também chamada Sala dos Índios, por conta do famoso papel de parede importado da França. da Casa Zuber. 
Em novembro de 2017, em razão da construção da linha 3 (três) do VLT, o Museu Histórico e Diplomático do Itamaraty passou por uma série de vistorias, ocasião em que, por recomendação do IPHAN, foi novamente fechado (de julho a dezembro de 2018). Todas as peças do Museu foram, então, embaladas para evitar o depósito de sujidades e o risco de danos em razão da trepidação provocada pelo maquinário da construção civil. Por conta das obras, o Palácio Itamaraty recebeu reforços na estrutura, proteção no piso e vedação das portas e janelas voltadas para a Avenida Marechal Floriano.
- Agendamento para pesquisas ou para grupos com mais de 10 pessoas no Museu: ererio.museu@itamaraty.gov.br

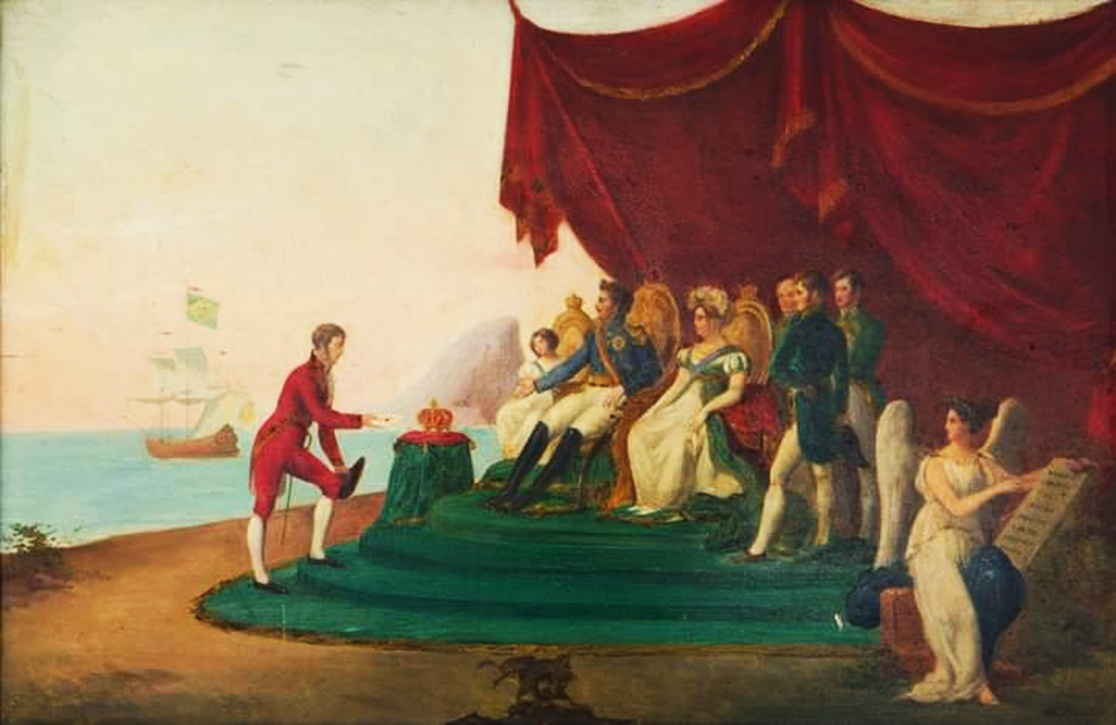
Pintura em que o embaixador britânico, Charles Stuart entrega a carta credencial ao imperador Pedro I do Brasil.

Em 2020, o Museu Histórico e Diplomático do Itamaraty começou a fazer a divulgação de seu acervo também pelas redes sociais. O endereço do Facebook do museu é: Museu Histórico e Diplomático do Itamaraty. No Instagram, o museu está no @museuhistoricodoitamaraty

## O Acervo

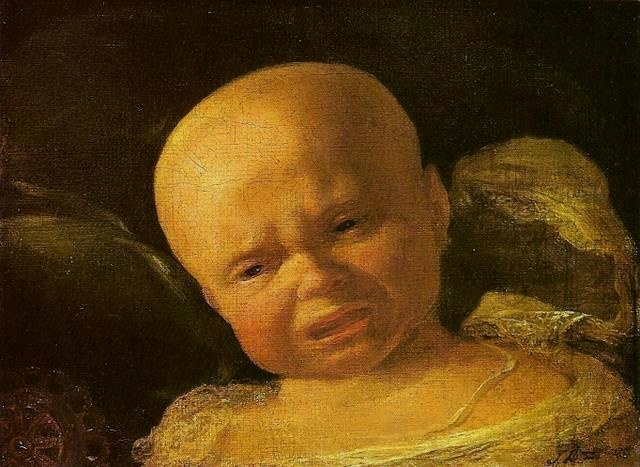
"D. Pedro II" - Jean-Baptiste Debret, 1826

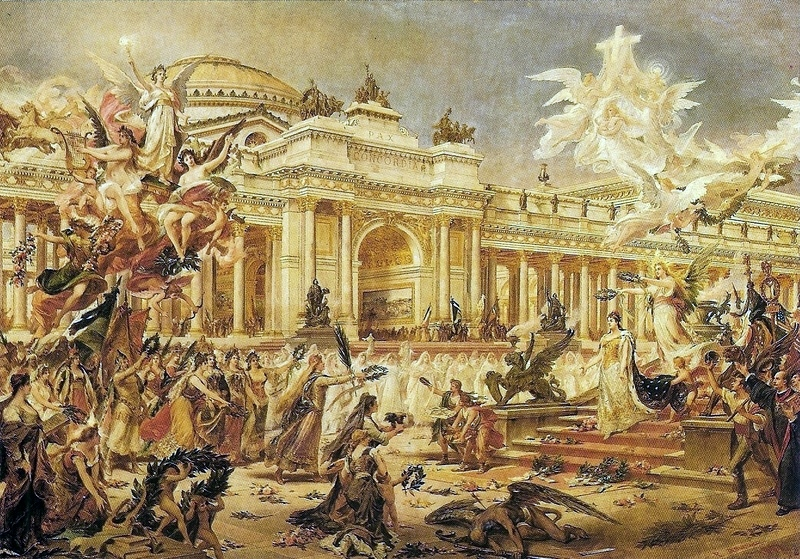
"Paz e Concórdia" - Pedro Américo, 1902

O acervo pertencente ao Museu Histórico e Diplomático do Itamaraty possui tanto valor histórico e diplomático, quanto artístico. Seu acervo é formado por obras de diversas procedências datadas, em sua maioria, do século XIX, muitas provenientes da Família Itamaraty e da coleção particular do Barão do Rio Branco. O acervo também é formado por doações realizadas por visitas oficiais de autoridades estrangeiras, diplomatas e colecionadores. Algumas peças também foram adquiridas pelo Ministério de Relações Exteriores por meio de leilões, como o Bastos Dias e Catramby. Deve-se destacar a tela a óleo da Marquesa Maria Romana que foi cedida ao MHD pelo Museu Imperial (MI), sob a forma de empréstimo.
Ao todo, o MHD possui em torno de 5.600 mil peças.

## O Palácio Itamaraty
O Palácio Itamaraty é uma joia da arquitetura civil neoclássica brasileira.
Iniciado no ano de 1851 e concluído em 1854 por José Maria Jacinto Rebelo, o Palácio Itamaraty se localiza na antiga Rua Larga de São Joaquim, atual Marechal Floriano, no Rio de Janeiro. Foi construído no terreno pertencente ao 1º Barão Francisco José da Rocha (1774-1853), ao lado esquerdo do já existente sobrado de dois andares onde a família residia. Esse sobrado veio a ser demolido em 1937, após decisão do Ministério das Relações Exteriores.
O Palacete-Cor-de-Rosa, como também é conhecido, foi finalizado a mando do 2º Barão Francisco José da Rocha (1806-1883) comerciante de café e pedras preciosas – que posteriormente viria a ser nomeado Visconde (1872), e finalmente Conde de Itamaraty (1882). O Conde do Itamaraty falece em 1883.
O Palácio, concluído em 1854, só veio a ser inaugurado no dia 19 de julho de 1870, quando da realização do Baile Militar, oferecido pela Guarda Nacional ao Conde D’Eu, em comemoração à vitória de Cerro Corá que pôs fim à Guerra do Paraguai. 
Em 1889, com o Conde Itamaraty já falecido e a desocupação da residência pela Marquesa de Itamaraty – que preferia passar seus dias na propriedade que se situava no Alto da Boa Vista –, o Palácio foi vendido ao Governo Republicano poucos dias depois da Proclamação da República. Marechal Deodoro da Fonseca, chefe do Governo Provisório, passou a residir no antigo sobrado do Conde Itamaraty, e usar o Palácio para atos oficiais, transformando-o na primeira Sede da Presidência da República. 
Foi o Itamaraty palco de grandes acontecimentos e dias de ansiedade durante os primeiros anos do novo regime. Nele se realizaram discussões preparatórias da nova Constituição, foram assinados decretos capitais do Governo Provisório. No Palácio habitaram Deodoro e em seguida Floriano Peixoto – que residiu ao sobrado ao lado. 
O terceiro e último chefe de Estado a ocupar o Palácio foi Prudente de Moraes, que tomou posse dia 15 de novembro de 1894 e em 1897, transferiu a Presidência da República ao Palacete dos Barões de Nova Friburgo – Palácio do Catete, onde atualmente abriga o Museu da República.
O Itamaraty foi cedido ao Ministério das Relações Exteriores, mas só foi ocupado em 1899 pelo Ministro Olinto de Magalhães. O local permaneceu como sede do MRE até 1970, e nele despacharam, ao todo 29 Ministros de Estado. Curioso ressaltar que, mesmo com a mudança da capital em 1960, a sede das Relações Exteriores continuou no Rio de Janeiro por mais dez anos.
Em 1902, com sua posse como Chanceler, o Barão do Rio Branco promoveu uma série de reformas e ampliações no Palácio, tais como a criação da Biblioteca e Mapoteca, a construção do prédio administrativo onde hoje funciona o ERERIO, e também a reorganização do Arquivo. Sem contar que também adicionou novos mobiliários, tapeçarias e obras de arte à residência, e contratou os serviços de Rodolfo Amoedo para a pintura mural da galeria que dá acesso aos salões do andar superior.
Entre 1927 e 1930 o Palácio recebeu uma série de grandes reformas para remodelação do Itamaraty, não só com a finalidade de conservação do edifício, mas também a fim de adaptá-lo às necessidades do serviço, melhorando suas condições de higiene e facilitando a circulação entre seus diferentes corpos arquitetônicos. Essas obras foram encabeçadas pelo chanceler Otávio Mangabeira e algumas das modificações mais notórias e radicais da reforma foram as da fachada da Biblioteca, do Jardim e andar térreo e a criação do espelho d’água no lugar do jardim que havia no centro do terreno. Também é nessa época que é construído o salão nobre do complexo do Palácio do Itamaraty. 
E finalmente, em 1970 a pasta das Relações Exteriores foi transferida do Rio de Janeiro – antiga Capital Federal – para a cidade de Brasília, ocupando o também intitulado “Palácio Itamaraty”, projetado por Oscar Niemeyer.
O Palácio Itamaraty, no Rio de Janeiro, foi tombado pelo IPHAN no dia 20 de julho de 1938 e possui o número de inscrição 08 (oito) no Livro do Tombo Histórico – Volume I. Atualmente, o chamado “Complexo do Itamaraty” é administrado pelo Escritório de Representação do MRE no Rio de Janeiro – ERERIO.

## Setor de Documentação
O Setor de Documentação atualmente engloba o Arquivo Histórico do Itamaraty, a Mapoteca do Itamaraty e a Biblioteca Histórica do Itamaraty - esta última atualmente encontra-se fechada.
O Arquivo Histórico do Itamaraty, instituído pelo Decreto-Lei nº 4.422, de 30/06/1942, pertence ao Ministério das Relações Exteriores. Seu acervo - com cerca de 2 mil metros lineares - é composto, principalmente, por documentos manuscritos e impressos em suporte de papel, datados de 1575 a 1959.
A origem do Arquivo Histórico do Itamaraty remonta aos documentos trazidos pela Secretaria dos Negócios Estrangeiros da Coroa portuguesa, quando esta se transferiu para o Brasil, em 1808. Concebido originalmente como repositório de informações para subsidiar a ação diplomática, com o passar dos anos tornou-se um dos mais importantes arquivos históricos do País.
O Arquivo possui também coleções privadas de personalidades políticas e do campo da diplomacia, que se notabilizaram nos períodos monárquico e republicano, tais como o Barão do Rio Branco, Francisco Varnhagen e Joaquim Nabuco.
A Mapoteca do Itamaraty possui dentre seu acervo, esboços, mapas topográficos, globos, cartas náuticas e hidrográficas, manuscritas ou impressas, produzidas desde o Século XVI e textos manuscritos de autoria de cartógrafos portugueses ou estrangeiros.
A coleção de documentos e mapas começou a ser reunida por José Maria da Silva Paranhos (1819-1880), Visconde do Rio Branco, em 1859, durante seu primeiro mandato como Ministro das Relações Exteriores do Império.
Parte dos itens da coleção cartográfica datam do período em que o Barão do Rio Branco, como Ministro das Relações Exteriores (1902-1912), empenhou-se na demarcação das fronteiras do Brasil e solução negociada das questões de limites com os países vizinhos.

## Regulamento
- 15 de dezembro de 1955 foi aprovado através do Decreto nº 38 312 a criação do Museu Histórico e Diplomático do Itamaraty.[1]
- 22 de janeiro de 2019 o Diário Oficial da União publicou o Regulamento do Museu Histórico e Diplomático do Itamaraty.[3]

## Ligação externa
- Site oficial